# Gli astrologi immaginari
Gli astrologi immaginari oder I filosofi immaginari (deutscher Titel: Die eingebildeten Philosophen) ist eine Opera buffa (Originalbezeichnung: „Dramma giocoso“) in zwei Akten von Giovanni Paisiello (Musik) mit einem Libretto von Giovanni Bertati. Sie wurde am 3. Februarjul. / 14. Februar 1779greg. im Theater der Eremitage in Sankt Petersburg uraufgeführt.

## Handlung
Die folgende Inhaltsangabe basiert auf dem Libretto aus der Beilage zur CD Bongiovanni GB 2406/07-2.

### Erster Akt
Szene 1. Der Hobby-Philosoph und Astrologe Petronio Sciatica ist mit seiner Tochter Cassandra und seinen Anhängern und Schülern tief in Studien versunken. Sie fühlen sich gestört, als Petronios andere Tochter Clarice die Ankunft eines eleganten Mannes meldet, der ihn sprechen wolle (Introduktion: „Un signor di buon aspetto“).
Szene 2. Cassandra ist die Lieblingstochter und Stolz ihres Vaters. Sie will ihr Leben der Dichtkunst widmen. Als ihr Vater sie darauf hinweist, dass Leandro und Focione gut als Ehemann für sie passen würden, erklärt sie, dass sie sich niemals einem Mann unterwerfen oder gar heiraten würde (Arie Cassandra: „Di marito il nome solo“).
Szene 3. Petronio widmet sich nun seinem Besucher. Es handelt sich um Giuliano Tiburla, der um die Hand seiner Tochter Clarice anhalten will. Er erzählt Petronio, dass auch er Philosoph sei. Daraufhin stellt Petronio ihn auf die Probe, indem er ihn über die Sprache der Vögel ausfragt. Da Giuliano diese nicht kennt und das Thema für Unsinn erklärt, wird Petronio wütend und verweigert ihm seine Tochter (Arie Petronio: „A voi darla in matrimonio“). Giuliano denkt sich eine andere Methode aus, um sie zu gewinnen.
Szene 4. Clarice hofft auf einen glücklichen Ausgang (Cavatine Clarice: „Mi sia guida la mia stella“).
Szene 5. Clarice und Cassandra unterhalten sich über ihre Vorstellungen vom Leben. Während Clarice am liebsten viele Kinder hätte, will sich Cassandra ganz dem Studium widmen. Clarice findet das lächerlich (Arie Clarice: „Una donna letterata“).
Szene 6. Giuliano versichert Clarice, dass er eine Lösung finden werde und sie bald heiraten können. Er erklärt ihr seine tiefe Liebe und verspricht, in Kürze zu ihr zurückzukehren (Arie Giuliano: „Vi lascio in pegno il core“ – Cavatine Clarice: „Mi sia guida la mia stella“).
Szene 7. Petronio ärgert sich über die Ignoranz seiner Mitmenschen. Für seine Experimente benötigt er nur noch das rechte Auge eines Wolfes, doch sein Bekannter hat ihm ein linkes geschickt. Cassandra meldet die Ankunft eines neuen Schülers.
Szene 8. Giuliano trifft in Verkleidung eines griechischen Philosophen ein. Er spricht Latein und behauptet, vom berühmten Philosophen Argatifontidas gesandt worden zu sein, der ein paar Tage mit Petronio verbringen wolle (Cavatine Giuliano: „Salve tu Domine“). Begeistert verspricht Petronio diesem einen warmen Empfang (Finale I: „Venga pur ch’è benvenuto“). Dann will er Giuliano seine Tochter Cassandra vorstellen und geht hinaus, um sie zu holen. Unterdessen erscheint Clarice, die traurig an ihren Geliebten denkt (Clarice: „Sospirando notte e dì“). Giuliano gibt sich ihr zu erkennen und bittet sie um Stillschweigen. Als Petronio mit Cassandra zurückkehrt, zeigt Giuliano deutlich mehr Interesse an ihrer Schwester. Clarice verspottet Cassandra deswegen, und beide streiten heftig miteinander.

### Zweiter Akt
Szene 1. Petronio will den berühmten Argatifontidas nicht nur für wenige Tage beherbergen, sondern möglichst für zwei Monate. Damit sein Gast nicht von der Wissenschaft abgelenkt wird, will er Clarice aus dem Weg schaffen. Diese ihrerseits denkt nur noch an die Liebe (Cavatine Clarice: „Se pietoso, amor, mi sei“).
Szene 2. Petronio nimmt dies zum Anlass, ihr eine Heirat vorzuschlagen. Sie solle zwischen Focione und Leandro wählen. Clarice lehnt jedoch beide entschieden ab (Duett Clarice/Petronio: „Non lo voglio, non lo prendo“) und zieht sich schnell zurück.
Szene 3. Cassandra meldet ihrem Vater die Ankunft des Philosophen. Sie freut sich schon darauf, ihm ihre Kenntnisse vorzustellen (Arie Cassandra: „Di mie virtù sicuro“).
Szene 4. Auch der vermeintlich uralte griechische Philosoph Argatifontidas ist niemand anders als der verkleidete Giuliano, der sogar einige angebliche Schüler mitgebracht hat. Er täuscht Altersbeschwerden vor (Duett Giuliano/Petronio: „Con anni cento addosso“), verkündet dann aber überraschenderweise, dass er sich in Kürze wieder verjüngen werde. Diese Kunst habe er in Arabien durch die langjährige Beobachtung des Phönix erlernt. Petronio ist begeistert, dass sein Gast sogar die von ihm selbst so geschätzte Sprache der Vögel beherrscht. Unterdessen ist auch Clarice eingetreten, und Giuliano gibt sich ihr vorsichtig zu erkennen. Petronio will sie gleich wieder hinausschicken. Giuliano behauptet aber, dass er in ihr außergewöhnliche Intelligenz entdeckt habe. Er bittet Petronio, sie für eine halbe Stunde mit ihm alleine zu lassen. Petronio zieht sich nach einigen Ermahnungen an seine Tochter zurück (Arie Petronio: „Bada bene, signorina“).
Szene 5. Giuliano versichert der besorgten Clarice, dass alles gut ausgehen werde.
Szene 6. Petronio beobachtet das Paar heimlich, da er neugierig ist, was der Philosoph ihr wohl beibringen wird. Giuliano tut so, als würde er ihn nicht bemerken, und erzählt von seinen magischen Fähigkeiten, die es ihm erlauben, in die Zukunft zu sehen. Er prophezeit, dass Petronio von einem Freund zum Narren gehalten und dass Clarice heiraten werde (Arie Giuliano: „Per scienza e per dottrina“).
Szene 7. Clarice verspricht ihrem Vater, bei dem berühmten Philosophen in die Lehre zu gehen (Arie Clarice: „Per darvi, o padre, un segno“). Petronio freut sich darüber.
Szene 8. Cassandra und die Schüler versammeln sich bei Mondlicht im Garten, um ihre Gedanken zu sammeln (Finale II: „L’ora cheta ed opportuna“). Petronio teilt ihnen mit, dass der berühmte hundert Jahre alte Argatifontidas eingetroffen sei und sich gleich verjüngen werde. Der verkleidete Giuliano erscheint mit seinen eigenen angeblichen Schülern und Clarice. Bevor er mit seiner Vorstellung beginnt, müssen alle ein geheimnisvolles Dokument unterschreiben. Anschließend führt er mit Clarices Hilfe die Zeremonie durch, entledigt sich seiner Verkleidung und zeigt sich den anderen als junger Mann. Natürlich erkennt Petronio den Betrug sofort. Er lässt sich das Dokument zeigen und stellt fest, dass er vor Zeugen seine Tochter Clarice dem Giuliano Tiburla versprochen hat. Daran ist nun nichts mehr zu ändern, und er bestätigt notgedrungen seine Einwilligung zur Hochzeit der beiden.

## Gestaltung
Paisiello befolgte in dieser Oper die Vorgaben der Kaiserin Katharina II., dass eine Oper nicht länger als 1 ½ Stunden dauern, nur ein oder zwei Akte besitzen und nicht zu viele Charaktere haben dürfe. Formal entspricht sie den frühen komischen Opern aus Paisiellos Zeit in Neapel. Sie besteht aus einer kurzen einsätzigen Sinfonia und siebzehn orchesterbegleiteten Musiknummern, die, abgesehen von der variierten Wiederholung von Clarices Cavatine „Mi sia guida la mia stella“ (I:6), durch Secco-Rezitative voneinander getrennt sind. Die beiden Finalsätze sind sorgfältig ausgearbeitet.
Die Musik ist abwechslungs- und geistreich. Die charakterlichen Unterschiede der beiden Schwestern Cassandra und Clarice spiegeln sich auf subtile Weise in der Musik. Der sympathischeren Clarice sind vier Arien zugewiesen (fünf, wenn die Wiederholung der Cavatine mitgezählt wird), die die Spannweite von lyrischer Ausdruckskraft („Mi sia guida la mia stella“, I:4) bis zum Buffo-Stil („Una donna letterata“, I:5) abdecken. Cassandras Musik hingegen hat keine komischen Elemente. Ihre Arien stehen im galanten („Di marito il nome solo“, I:2) oder gehobenen Stil („Di mie virtù sicuro“, II:3). Der als betagter Philosoph verkleidete Giuliano parodiert in seiner Arie „Per scienza e per dottrina“ (II:6) den gelehrten Stil. Im Duett Petronio/Giuliano „Con anni cento addosso“ (II:4) ist „der Husten in Musik gesetzt“ („la toux est mise en musique“), wie Katharina II. es in ihrem Brief an Friedrich Melchior Grimm formulierte.

### Orchester
Die Orchesterbesetzung der Oper umfasst die folgenden Instrumente::12
- Holzbläser: zwei Flöten, zwei Oboen, zwei Klarinetten, zwei Fagotte
- Blechbläser: zwei Hörner
- Streicher: Violinen 1, Violinen 2, Bratschen, Violoncelli, Kontrabässe
- Basso continuo

### Musiknummern
Die Oper enthält die folgenden Musiknummern::317f
Erster Akt
- Sinfonia
- Nr. 1. Introduktion: „Un signor di buon aspetto“; Es-Dur
- Rezitativ (Cassandra): „Andiamo altrove a compiere“
- Nr. 2. Arie (Cassandra): „Di marito il nome solo“; A-Dur
- Rezitativ (Petronio): „Ora veggiam chi sia“
- Nr. 3. Arie (Petronio): „A voi darla in matrimonio“; C-Dur
- Rezitativ (Giuliano): „Oh ignorante davvero“
- Nr. 4. Cavatine (Clarice): „Mi sia guida la mia stella“; B-Dur
- Rezitativ (Cassandra): „Ed è vero che Clarice“
- Nr. 5. Arie (Clarice): „Una donna letterata“; Es-Dur
- Rezitativ (Giuliano): „Alfine se n’è andata“
- Nr. 6. Arie (Giuliano): „Vi lascio in pegno il core“; F-Dur
  - [Nr. 7.] Cavatine (Clarice): „Mi sia guida la mia stella“; B-Dur, gekürzte Wiederholung der Nr. 4
- Rezitativ (Petronio): „Ah! Grand’ignoranza al mondo“
- Nr. 7 [8]. Cavatine (Giuliano): „Salve tu Domine“; Es-Dur
- Rezitativ (Petronio): „Parla sempre latino“
- Nr. 8 [9]. Finale I: „Venga pur ch’è benvenuto“; B-Dur
  - „Sospirando notte e dì“ (Clarice)

Zweiter Akt
- Rezitativ (Petronio): „Poiché viene il famoso Argatifontidas“
- Nr. 1. Cavatine (Clarice): „Se pietoso, amor, mi sei“; A-Dur
- Rezitativ (Petronio): „Di te appunto cercavo“
- Nr. 2. Duett (Clarice, Petronio): „Non lo voglio, non lo prendo“; G-Dur
- Rezitativ (Petronio): „S’è giammai trovata donna“
- Nr. 3. Arie (Cassandra): „Di mie virtù sicuro“; C-Dur
- Rezitativ (Petronio): „Presto, presto a riceverlo“
- Nr. 4. Duett (Giuliano, Petronio): „Con anni cento addosso“; D-Dur
- Rezitativ (Petronio): „O sia lodato il cielo“
- Nr. 5. Arie (Petronio): „Bada bene, signorina“; Es-Dur
- Rezitativ (Giuliano): „Tutto fin ad ora va a meraviglia“
- Nr. 6. Arie (Giuliano): „Per scienza e per dottrina“; B-Dur
- Nr. 7. Arie (Clarice): „Per darvi, o padre, un segno“; F-Dur
- Rezitativ (Petronio): „Va’, va’ pur da lui“
- Nr. 8. Finale II: „L’ora cheta ed opportuna“; Es-Dur

## Werkgeschichte
Giovanni Paisiello komponierte dieses Dramma giocoso während seiner Zeit als Kapellmeister am Hof der russischen Zarin Katharina II. ab September 1776. Zu seinen vertraglich festgelegten Aufgaben gehörte es, jedes Jahr eine italienische Oper zu komponieren, deren Texte ihm vom Direktor der königlichen Theater vorgelegt wurden. Um die Jahreswende 1778/1779 bat er um eine Gehaltserhöhung und bessere Arbeitsbedingungen, darunter ein Vetorecht, falls ihm ein zu vertonendes Libretto nicht zusagen sollte. Da der Direktor Iwan Jelagin dies offenbar zunächst ablehnte, setzte sich der mit Paisiello befreundete Baron Friedrich Melchior Grimm in einem Brief an Katharina für ihn ein, und beide Wünsche wurden schließlich bewilligt. Außerdem versprach ihm Katharina Diamanten und seiner Frau Kleidung, wenn sie eine seiner Opern besonders beeindrucken sollte. Daraufhin machte sich Paisiello mit besonderem Eifer an die Komposition seiner neuen Oper Gli astrologi immaginari, die er in nur drei Wochen fertigstellte.
Das Libretto stammt von Giovanni Bertati. Er hatte es bereits einige Jahre zuvor für Gennaro Astaritas Oper I visionari geschrieben. Diese erfreute sich seit ihrer Uraufführung im Herbst 1772 im venezianischen Teatro San Moisè großer Beliebtheit und war bereits in vielen italienischen Städten, aber auch in Dresden, Wien und Lissabon gespielt worden.
Die Uraufführung von Paisiellos Vertonung fand am 3. Februarjul. / 14. Februar 1779greg. im Theater der Eremitage in Sankt Petersburg statt. Sie war ein überwältigender Erfolg. Auch die Kaiserin war so angetan von dem Werk, dass sie zwei Tage nach der Aufführung einen begeisterten Brief an Grimm schrieb. Aus diesem Brief geht auch das genaue Datum der Premiere hervor. Einige andere Quellen nennen stattdessen den 18. Februar.
Es handelt sich abgesehen vom Barbiere di Siviglia um seine bedeutendste Oper dieses Lebensabschnitts.
Weitere Aufführungen in Sankt Petersburg folgten 1780, 1782 und 1796. In Moskau wurde das Werk erstmals 1782 gespielt. Nachdem der österreichische Kaiser Joseph II. es 1780 in Mahiljou hörte, erbat er sich eine Kopie der Partitur und ließ von Johann Gottlieb Stephanie eine deutsche Übersetzung mit dem Titel Die eingebildeten Philosophen anfertigen. Sie wurde am 22. Mai 1781 in Wien erstmals gespielt und später u. a. auch in Salzburg, München und Warschau gezeigt. In Krakau wurde sie 1796 unter dem Titel Der verjüngte Greis gespielt.
1782 gab es die erste italienische Aufführung im Teatro San Samuele in Venedig. Anschließend verbreitete sich das Werk schnell in ganz Europa. Wichtige Aufführungen der italienischen Fassung, die auch unter den Titeln I filosofi immaginari, I visionari oder I letterati immaginari gespielt wurde, gab es 1784 in Neapel und in dem von Joseph Haydn bespielten Theater von Esterháza, 1789 in Paris und 1793 in Dresden. In Paris wurde 1780 auch eine französische Fassung mit dem Titel Le philosophe imaginaire aufgeführt. Eine dänische Übersetzung von L. Knudsen wurde 1784 in Kopenhagen gezeigt, eine polnische von W. Boguslawski 1790 in Warschau, eine ungarische von A. Szerelemhegyi 1793 in Budapest (auch 1806 in Causenburg) und eine russische 1794 in Moskau und 1796 in Sankt Petersburg. Die letzten bekannten historischen Produktionen waren 1819 eine deutschsprachige Aufführung in Moskau und eine ebenfalls deutsche Studentenaufführung in Luzern.
Wolfgang Amadeus Mozart komponierte 1783 seine sechs Variationen KV 398 (416e) über den Anfang der Arie des Giuliano „Salve tu, Domine“.
Die erste Wiederaufnahme in neuerer Zeit gab es 1966 in Dresden.

## Aufnahmen
- 6. September 1966 – Bruno Rigacci (Dirigent), Orchestra da Camera Francesco M. Veracini, Piccolo Coro del Madrigalisti Senesi.
 Paolo Montarsolo (Petronio Sciatica), Margherita Rinaldi (Clarice), Lucille Udovich (Cassandra), Antonio Boyer (Giuliano Tiburla).
 Live aus Siena.
 Melodram 988 (2 CDs).[7]:12516
- 16./17. April 1967 – Bruno Rigacci (Dirigent), Orchester und Chor der Radiotelevisione della Svizzera Italiana Lugano.
 Teodoro Rovetta (Petronio Sciatica), Carmen Lavani (Clarice), Angela Vercelli (Cassandra), Giancarlo Montanaro (Giuliano Tiburla).
 Studioaufnahme, möglicherweise gekürzt.
 Nuova Era 1251 (1 CD).[7]:12517
- 13. August 2003 – Eduardo López Banzo (Dirigent), Orchestra Katharina die Grosse St. Petersburg, Padam Chorus.
 Huub Claessens (Petronio Sciatica), Elena Gorshunova (Clarice), Astrid Vrensen (Cassandra), Vsévold Tioutiounik (Giuliano Tiburla).
 Live aus Utrecht.[7]:12518
- 20. November 2004 – Lorenzo Fico (Dirigent), Orchestra da Camera, Artisti del Coro del Giovanni Paisiello Festival.
 Mauro Utzeri (Petronio Sciatica), Stefania Donzelli (Clarice), Tiziana Spagnoletta (Cassandra), Donato di Gioia (Giuliano Tiburla).
 Audio und Video; live aus dem Teatro Orfeo di Taranto.
 Bongiovanni GB 2406/07-2 (2 CDs); Video als Internet-Stream.[7]:12519[8][9]

## Digitalisate
- Gli astrologi immaginari, R.1.58: Noten und Audiodateien im International Music Score Library Project
- Die eingebildeten Philosophen. Libretto (deutsch), Wien 1781. Digitalisat der Library of Congress (deutsche Fassung von Johann Gottlieb Stephanie)
- I filosofi immaginari. Libretto (italienisch), Florenz 1783. Digitalisat bei Google Books